# Hans Wanner (Germanist)
Hans Wanner (* 25. März 1905 in Schaffhausen; † 7. Juli 1996 in Hedingen) war ein Schweizer Sprachwissenschafter und Lexikograph und vierter Chefredaktor des Schweizerischen Idiotikons.

## Leben und Schaffen
Wanner, Bürger von Schleitheim und Sohn eines Altphilologen und Kantonsschullehrers, besuchte in Schaffhausen die Primarschule und das Gymnasium und studierte anschliessend von 1924 bis 1930 in Zürich und London Germanistik, Anglistik und Altertumskunde. 1930 promovierte er bei Albert Bachmann mit einer Arbeit über die Aufnahme der gemeindeutschen Schriftsprache in Schaffhausen (gedruckt 1931). In den folgenden Jahren arbeitete Wanner als Lehrer für Deutsch und Englisch an der Handelsschule des Kaufmännischen Vereins und an der Privatschule Athenäum in Zürich.
1942 wurde Wanner als Redaktor am Schweizerischen Idiotikon angestellt, wegen der schwierigen Zeiten zunächst nur auf der Grundlage einer Arbeitsabrede. 1951 wurde er als Nachfolger von Otto Gröger zum Chefredaktor ernannt. 1961 initiierte er die normalalphabetischen Bandregister, die seither jeden Wörterbuchband beschliessen; dasjenige für die zuvor erschienenen Bände wurde 1990 vollendet. Zu seinem Nachfolger in der Chefredaktion wurde nach der 1974 erfolgten Pensionierung Peter Dalcher, und Ruth Jörg übernahm die frei gewordene Stelle in der Redaktion. Anschliessend widmete sich Wanner der Ausarbeitung des Grammatischen Registers des Idiotikons (bis Band XIII), das für Band XIV von Kurt Meyer fortgeführt wurde und mittlerweile über die Homepage des Instituts online benutzbar ist.
Überdies erteilte Wanner an der Universität Zürich Einführungskurse in den Gebrauch des Wörterbuchs und wirkte als philologischer Mitarbeiter bei der Herausgabe der Werke Huldrych Zwinglis und Heinrich Bullingers mit. 1943 war er Mitbegründer des Zürcher Sprachvereins und dessen erster Obmann. Von 1952 bis 1958 stand er als Obmann dem Deutschschweizerischen Sprachverein (heute: Schweizerischer Verein für die deutsche Sprache) vor, für den er junge Kräfte gewinnen konnte. Von 1958 bis 1962 präsidierte er schliesslich die Schulpflege seines Wohnortes Hedingen.

## Ehrungen
1967 wurde das 25-Jahre-Jubiläum Wanners als Redaktor am Schweizerischen Idiotikon mit drei ihm gewidmeten Aufsätzen von Peter Dalcher, Kurt Meyer und Rudolf Trüb gefeiert.
1973 erhielt Wanner für sein Wirken eine Ehrengabe des Kantons Zürich.

## Publikationen in Auswahl
Schweizerisches Idiotikon
Wanner publizierte in erster Linie im Rahmen dieses nationalen Wörterbuchs. In den Bänden 11, 12, 13 und 14 arbeitete er unter anderem die folgenden, zum Teil gewichtigen Wortfamilien (je Grundwort mit allen Zusammensetzungen und Ableitungen) lexikographisch auf: Stang, stinken, Stier II, Sturm (mit stürmen), Stërn, Strāff (mit strāffen), Streiff, Strīff, Strupf (mit strupfen), Strāss, Tabak, taub, Tobel, Tag, Teil, tuen, Dank (mit danken und dänken), dunken, dunkel, Tāpen, tapfer, Tupf (mit tupfen), dūren, tūren, tǖr, dörfen/tören, Dorn, Turn (‚Turm‘), dert, tūsend, Tāt, dǖten, däuwen (‚verdauen‘), Trab (mit traben), Treber, trīben.
Monographien
- Die Aufnahme der neuhochdeutschen Schriftsprache in der Stadt Schaffhausen. Dissertation Universität Zürich, Immensee 1931.
- Woher kommt unser Deutsch? Ein kurzer Leitfaden der deutschen Sprachgeschichte für höhere Schweizer Schulen. Frauenfeld und Leipzig 1943 (etliche Male neu aufgelegt).

Aufsätze
- Von unserer Soldatensprache. In: Schweizerisches Archiv für Volkskunde 42 (1945) 179–192; leicht erweitert in: Sprachspiegel 3 (1947) 101–109 und 122–128 (Digitalisat 1. Teil, doi:10.5169/seals-420046, Digitalisat 2. Teil, doi:10.5169/seals-420049).
- Hundenamen aus dem Anfang des 16. Jahrhunderts. In: Beiträge zur Sprachwissenschaft und Volkskunde. Festschrift für Ernst Ochs zum 60. Geburtstag, hrsg. von Karl Friedrich Müller, Lahr (Schwarzwald) 1951, S. 219–223.
- Mundartforschung und Mundartpflege. In: Sprachspiegel 13 (1957) 65–79 (doi:10.5169/seals-420491).
- Das sog. historische Material in landschaftlichen Mundartwörterbüchern. In: Zeitschrift für Mundartforschung 27 (1960) 129–143.
- Die Beziehung zwischen den Brüdern Grimm, ihrem Wörterbuch und der schweizerdeutschen Dialektlexikographie. In: Brüder Grimm Gedenken 1963. Gedenkschrift zur hundertsten Wiederkehr des Todestages von Jacob Grimm, Marburg 1963 (= Hessische Blätter für Volkskunde 54), S. 435–450.
- Wortpaare vom Typus ‹recken : strecken› im Schweizerdeutschen. In: Sprachleben der Schweiz. Sprachwissenschaft, Namenforschung. Volkskunde [= Festschrift Rudolf Hotzenköcherle], hrsg. von Paul Zinsli u. a., Bern 1963, S. 133–140.
- «Dort kommt ein Mann in voller Hast gelaufen». In: Sprachspiegel 22 (1966) 43–46 [über die schweizerdeutschen Entsprechungen der standarddeutschen Konstruktion er kommt gelaufen] (doi:10.5169/seals-420857).
- Das Mundartmaterial des Schweizerdeutschen Idiotikons. In: Festschrift für Paul Zinsli. Hrsg. von Maria Bindschedler, Rudolf Hotzenköcherle und Werner Kohlschmidt. Francke, Bern 1970, S. 62–70.
- Schweizerisches Idiotikon / Wörterbuch der schweizerdeutschen Sprache. In: Dialektlexikographie. Festgabe für Luise Berthold zum 85. Geburtstag. = Zeitschrift für Dialektologie und Linguistik, Beihefte, N. F. 17 (1976) 11–24. – Korrigierter Separatdruck: Zug 1978 (Digitalisat).

Herausgeberschaft
- Georg Wanner: Die Mundarten des Kantons Schaffhausen. Laut- und Formenlehre. Frauenfeld 1941 (Beiträge zur Schweizerdeutschen Grammatik XX) [= Arbeit von Hans Wanners Vater] (Digitalisat).
- [Zusammen mit Paul Zinsli u. a.:] Sprachleben der Schweiz. Sprachwissenschaft, Namenforschung, Volkskunde. [= Festschrift Rudolf Hotzenköcherle]. Bern 1963.

## Nachweise
1. ↑  In: Schweizerdeutsches Wörterbuch. Bericht über das Jahr 1967. Zürich [1968], S. 31–73.

| Personendaten    | Personendaten                                                       |
| ---------------- | ------------------------------------------------------------------- |
| NAME             | Wanner, Hans                                                        |
| KURZBESCHREIBUNG | Schweizer Germanist und Chefredaktor des Schweizerischen Idiotikons |
| GEBURTSDATUM     | 25. März 1905                                                       |
| GEBURTSORT       | Schaffhausen                                                        |
| STERBEDATUM      | 7. Juli 1996                                                        |
| STERBEORT        | Hedingen                                                            |